# 진자구

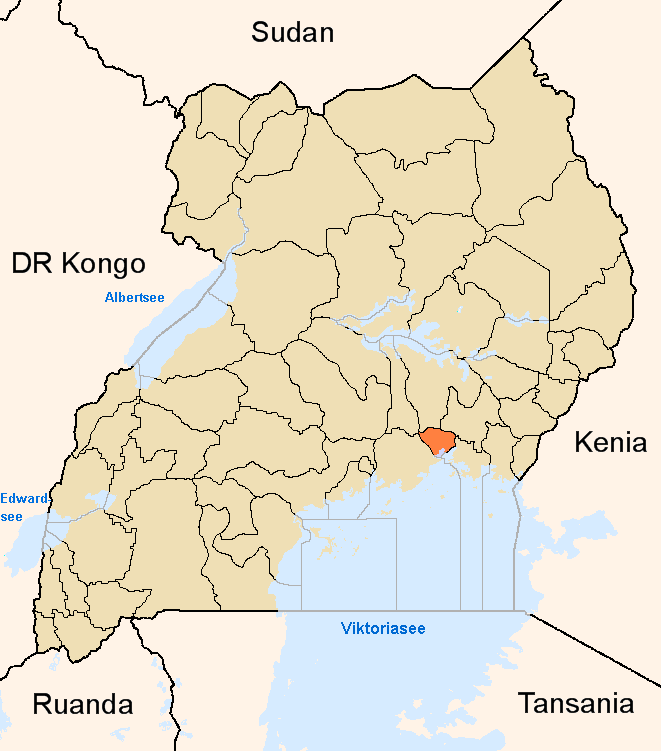
진자 구의 위치

진자구(Jinja)는 우간다 동부에 위치한 구로, 행정 중심지는 진자이며 면적은 768km2, 인구는 387,600명(2002년 인구 조사 기준)이다.
행정 구역상으로는 동부 주에 속하며 3개 군(부템베 군, 진자 군, 카고마 군)을 관할한다. 북쪽으로는 카물리 구, 북동쪽으로는 이강가 구, 남동쪽으로는 마유게 구, 북서쪽으로는 백나일강을 경계로 카융가 구와 접해 있으며 남서쪽으로는 빅토리아호를 경계로 무코노 구와 접한다.

## 같이 보기
- 우간다의 행정 구역